# Ngawen (plaats in Klaten)
Ngawen is een bestuurslaag in het regentschap Klaten van de provincie Midden-Java, Indonesië. Ngawen telt 4320 inwoners (volkstelling 2010).